# Amietophrynus latifrons
Amietophrynus latifrons är en groddjursart som först beskrevs av George Albert Boulenger 1900.  Amietophrynus latifrons ingår i släktet Amietophrynus och familjen paddor. IUCN kategoriserar arten globalt som livskraftig. Inga underarter finns listade i Catalogue of Life.